# Delta (groupe)
Pour les articles homonymes, voir Delta.
Delta est un groupe de rock progressif chilien, originaire de Santiago. Il est formé par Rodrigo Guerra (guitare) et Nicolás Quinteros (claviers)

## Biographie

### Débuts
Delta commence à l'école sous le nom de Ceteris Delta avec seulement deux musiciens, une formation qui allait grandir peu de temps après l'arrivée de Santiago Kegevic et Jorge Sepúlveda à la guitare. Plus tard, l'un des fondateurs, Rodrigo Guerra, quitte le groupe, et est remplacé par Benjamín Lechuga qui, avec l'arrivée de Felipe del Valle au chant, complète la première formation du groupe. Delta commence sa carrière professionnelle en enregistrant son premier album, Apollyon is Free, entre fin 2003 et début 2004. L'album est enregistré avec un batteur de session et, avec l'album déjà sorti, réussissent officiellement à trouver un batteur, Andrés Rojas. Le style musical de l'album est similaire à celui d'Yngwie Malmsteen et fait participer Alejandro Silva , Christian Gálvez, et Magdalena Reyes.
Après leur premier album, Delta entame une série de concerts en 2004 et 2005, année durant laaquelle Benjamín Lechuga est soutenu par Ibanez Guitars participant au projet Ibanez Army, avec d'autres guitaristes du milieu chilien, enregistrant un album intégré au projet. Le 21 août, ils jouent avec Stratovarius à leur présentation au Chili.

### Black and Cold
Au début de l'année 2006, Delta commence à travailler sur son nouvel album intitulé Black and Cold. Benjamín Lechuga et Santiago Kegevic sont approuvés par Magma Strings. La formation change après le départ de Jorge Sepúlveda pour des raisons personnelles. En 2007, Delta joue en ouverture pour Vision Divine.

### Crashbreaker
En 2008, le groupe tourne dans le sud du Chili et ouvre le 1er mars pour Dream Theater, après avoir été choisi par le batteur du groupe américain Mike Portnoy. Aussi, Delta ouvre en concert pour les Riders on the storm: THE DOORS. Ils enregistrent leur troisième album studio intitulé Crashbreaker et leur premier DVD live Live at the beginning. À cette période, Delta est considéré comme l'un des groupes de metal à succès et reconnu par le public au Chili, surtout après ses apparitions dans différents médias numériques, magazines et stations de radio.
En 2009, Marcos Sánchez remplace Santiago Kegevic à la basse, et ses débuts se font en concert pour Delta avec Angra.

### Deny Humanity
Le 21 août 2010, Delta publie au Teatro Cariola ce que serait son nouvel album, intitulé Deny Humanity,. Le 24 octobre, ils jouent en soutien au groupe de metal Sonata Arctica. Le groupe sort ensuite un EP gratuit intitulé Desire Within sur son site officiel.

### Succès
En 2013, le groupe est sélectionné pour la compétition des groupes Hard Rock Rising, attirant le plus de votes

## Discographie
- 2003 : Apollyon is Free
- 2007 : Black and Cold
- 2008 : Crashbreaker
- 2008 : Live at the Beginning (DVD)
- 2010 : Desire Within (EP)
- 2010 : Deny Humanity
- 2011 : Virtual Live (DVD)
- 2013 : The End of philoshophy
- 2014 : New Philosophy

## Membres

### Membres actuels
- Benjamín Lechuga - guitare (depuis 2004)
- Andrés Rojas - batterie (depuis 2004)
- Nicolás Quinteros - claviers
- Marcos Sánchez - basse (depuis 2010)

### Anciens membres
- Caroline Nickels - chant
- Felipe Del Valle - chant
- Gabriel Hidalgo - guitare
- Jorge Sepúlveda - guitare
- Rodrigo Guerra - guitare
- Santiago Kegevic - basse
- Rodrigo Varela - chant